# Greek American AA
Maillots
Le Greek American Atlas Astoria est un club américain de soccer basé à Maspeth, dans le quartier du Queens de la ville de New York dans l'État de New York, fondé en 1941. Actuellement en Cosmopolitan Soccer League, le club a remporté à quatre reprises la coupe nationale, la National Challenge Cup et constitue l'une des plus anciennes formations de soccer encore en activité en Amérique du Nord.

## Histoire

Ancien logo du Greek American AA.

Le Greek American Atlas Astoria, officiellement New York Greek American Atlas Astoria Soccer Club, est formé en 1941 par le gréco-américain Tom Laris. Le club amateur dispose de l'un des plus beaux palmarès parmi les équipes en activité en Amérique du Nord. Sa rivalité avec l'équipe de la communauté chypriote de New York, le Pancyprian Freedoms, également plusieurs fois vainqueur de la coupe nationale, renforce l'intérêt de la Cosmopolitan Soccer League dans laquelle évolue le Greek American.
Actuellement, le Greek American évolue donc dans la Cosmopolitan Soccer League, l'une des plus importantes ligues amateures régionales aux États-Unis. Cette ligue se trouve entre le quatrième et le cinquième niveau dans la structure pyramidale des ligues de soccer aux États-Unis, aucune reconnaissance officielle n'étant donnée par la Fédération des États-Unis de soccer. Entre 2001 et 2012, le club a remporté à cinq reprises le championnat de l'Est de New York.

### Succès en National Challenge Cup
Les Greek Americans ont déjà remporté la coupe nationale des États-Unis, la Lamar Hunt US Open Cup, autrefois connue sous le nom de National Challenge Cup. Après trois succès consécutifs de 1967 à 1969, la formation de New York l'emporte une nouvelle fois en 1974. Les trois victoires consécutives obtenues à la fin des années 1960 permettent au Greek American AA de co-détenir le record de victoires consécutives (3) avec Stix, Baer and Fuller FC, les New York Pancyprian-Freedoms et les Sounders FC de Seattle. Les victoires en 1967 et 1969 permettent au club de se qualifier pour les éditions 1968 et 1970 de la Coupe des champions de la CONCACAF afin d'y représenter les États-Unis.
En 2012 et alors que l'équipe ne s'est plus qualifiée depuis l'édition 2005 de la compétition, les joueurs décrochent une qualification pour le tournoi de 2012 mais s'inclinent contre la formation de Premier Development League (PDL) du Reading United par la marque de 2-1. On retrouve alors le Greek American AA lors de l'édition 2014 de la coupe après un succès dans le championnat régional de la USASA Amateur Cup. Directement qualifiés pour le second tour, les joueurs sortent vainqueurs 2-0 de leur match contre les Ocean City Nor'easters (PDL) avant de s'incliner contre les Richmond Kickers de la USL Pro au troisième tour. Cette même année, et après trois défaites consécutives en finale de la National Amateur Cup, l'Atlas remporte enfin le trophée pour la première fois de son histoire à la suite de sa victoire 4-2 contre le Guadalajara FC.

### Palmarès
| Compétitions nationales                                                                    | Compétitions internationales                                                                     | Compétitions en amateur                                                                                                |
| - National Challenge Cup (4) : - Vainqueur : 1967, 1968, 1969 et 1974. - Finaliste : 1989. | - Coupe des champions de la CONCACAF : - Meilleur parcours : deux participations en 1968 et 1970 | - US National Cup (1) : - Vainqueur : 2014. - Cosmopolitan Soccer League (10) : - Champion : 2004, 2008, 2009 et 2011. |

## Stade

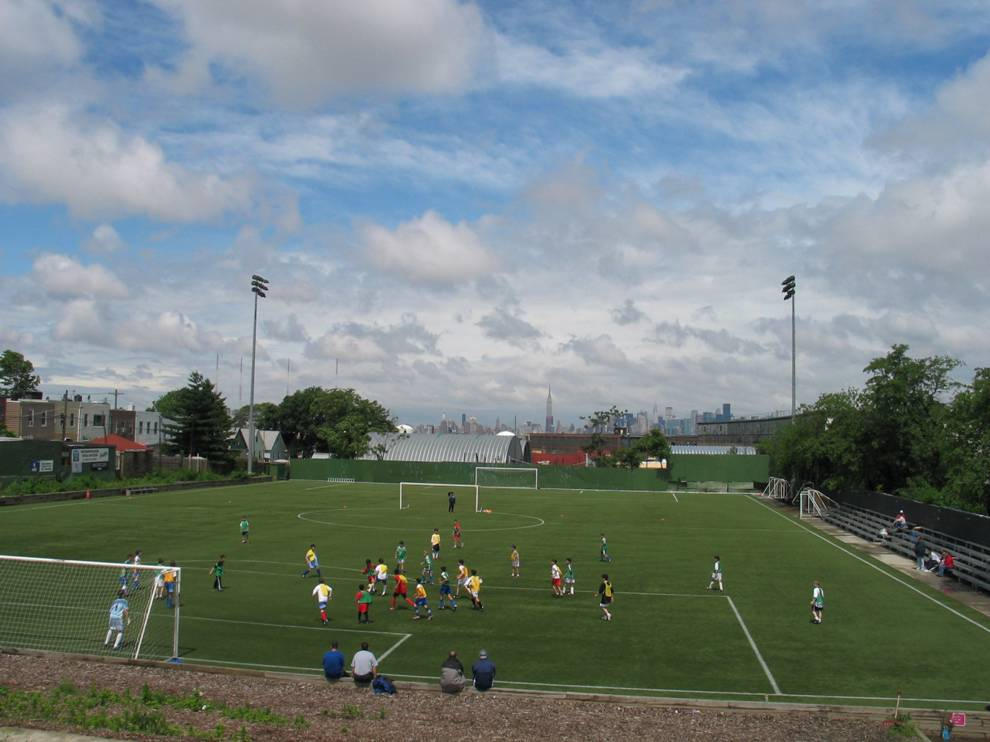
Une vue du Metropolitan Oval.

Le Greek American AA évolue au Metropolitan Oval, aussi surnommé le Met Oval. Le terrain se trouve à Maspeth, dans l'arrondissement du Queens de New York. Inauguré en 1926, les quelques gradins offrent une vue panoramique sur Manhattan tandis que la surface est artificielle depuis 2001.

## Joueurs emblématiques
Plusieurs internationaux américains sont passés dans les rangs du Greek American AA durant leur carrière et, parmi eux, on peut mentionner George Athineos (1948) et Santiago Formoso (en 1985), l'international porto-ricain Chris Megaloudis en 2013 et 2014 ou encore l'international vénézuélien Giovanni Savarese qui lance sa carrière à New York de 1990 à 1993 avec une efficacité offensive qui lui ouvre les portes de la Major League Soccer en 1996. Ce dernier est d'ailleurs l'entraîneur-chef des Cosmos de New York depuis novembre 2012.